# Jaromír Gargulák
Jaromír Gargulák (narozen 5. února 1958 v Brně) je moravský umělecký slévač a sochař.

## Život a dílo
Jaromír Gargulák se narodil 5. února 1958 v Brně, kde také žije a tvoří. Vystudoval slévárenskou technologii na Vysokém učení technickém v Brně. K uměleckému slévárenství se dostal prostřednictvím převážně technického vzdělání. Seznámil se s uměleckým litím a pracemi Henryho Moora. Pracuje metodou odlévání na ztracený voskový model (technika ztraceného vosku) a zhotovuje pouze jediný originální odlitek (převážně žlutý nebo červený bronz, ale také olovo, mosaz a ocel). Motivy jeho práce jsou nejčastěji ptáci, hudebníci a postavy s křídly a lidské bytosti "deformuje" do podoby opeřenců. Jeho práce jsou v galeriích, soukromých sbírkách a na veřejných prostranstvích doma i v zahraničí.
V jeho kresbách se objevují fantaskní bytostí a objekty, spatřované zvnějšku i zevnitř a častým motivem je tvář s okem nebo očima.
V r. 2001 získal cenu Masarykovy akademie umění v Praze za uměleckou tvůrčí činnost.

## Další informace
Gargulákova abstraktní bronzová plastika Myslitel, spolu s několika dalšími uměleckými díly od jiných autorů, tvoří expozice Univerzitního muzea VŠB – Technické univerzity Ostrava.

## Galerie

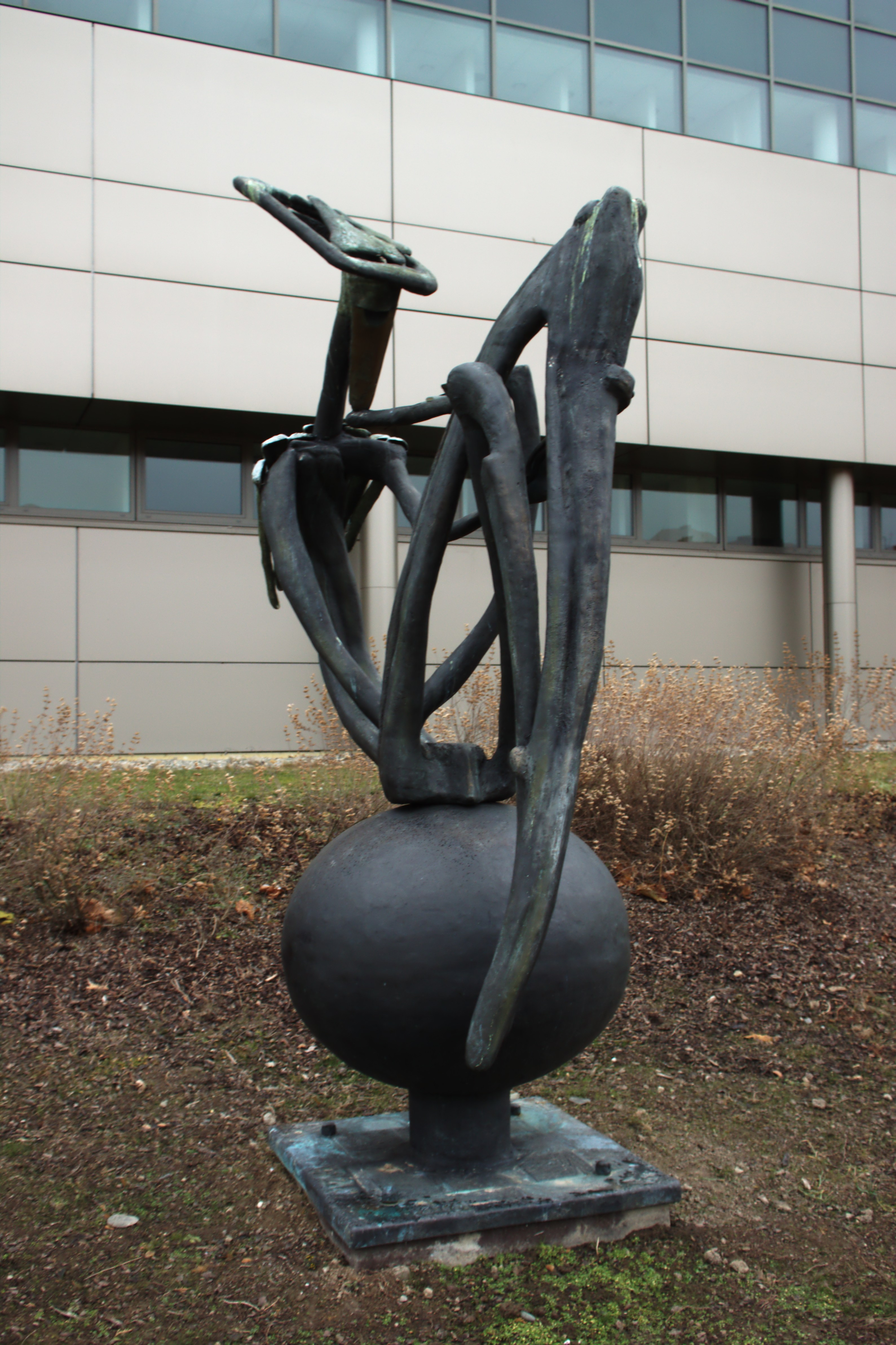
Myslitel (VŠB - Technická univerzita Ostrava, Ostrava-Poruba)
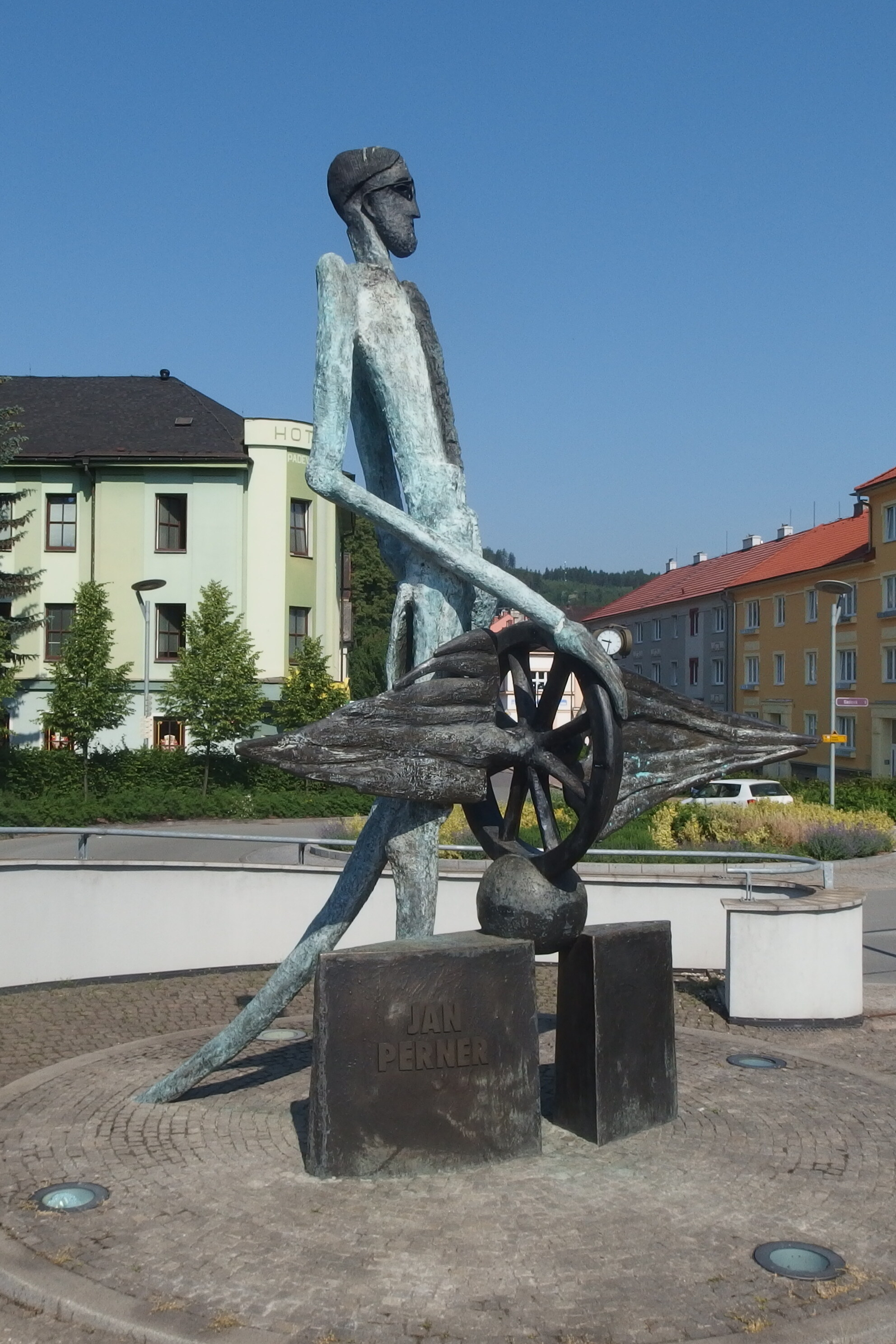
Socha Jana Pernera před železniční stanicí Česká Třebová
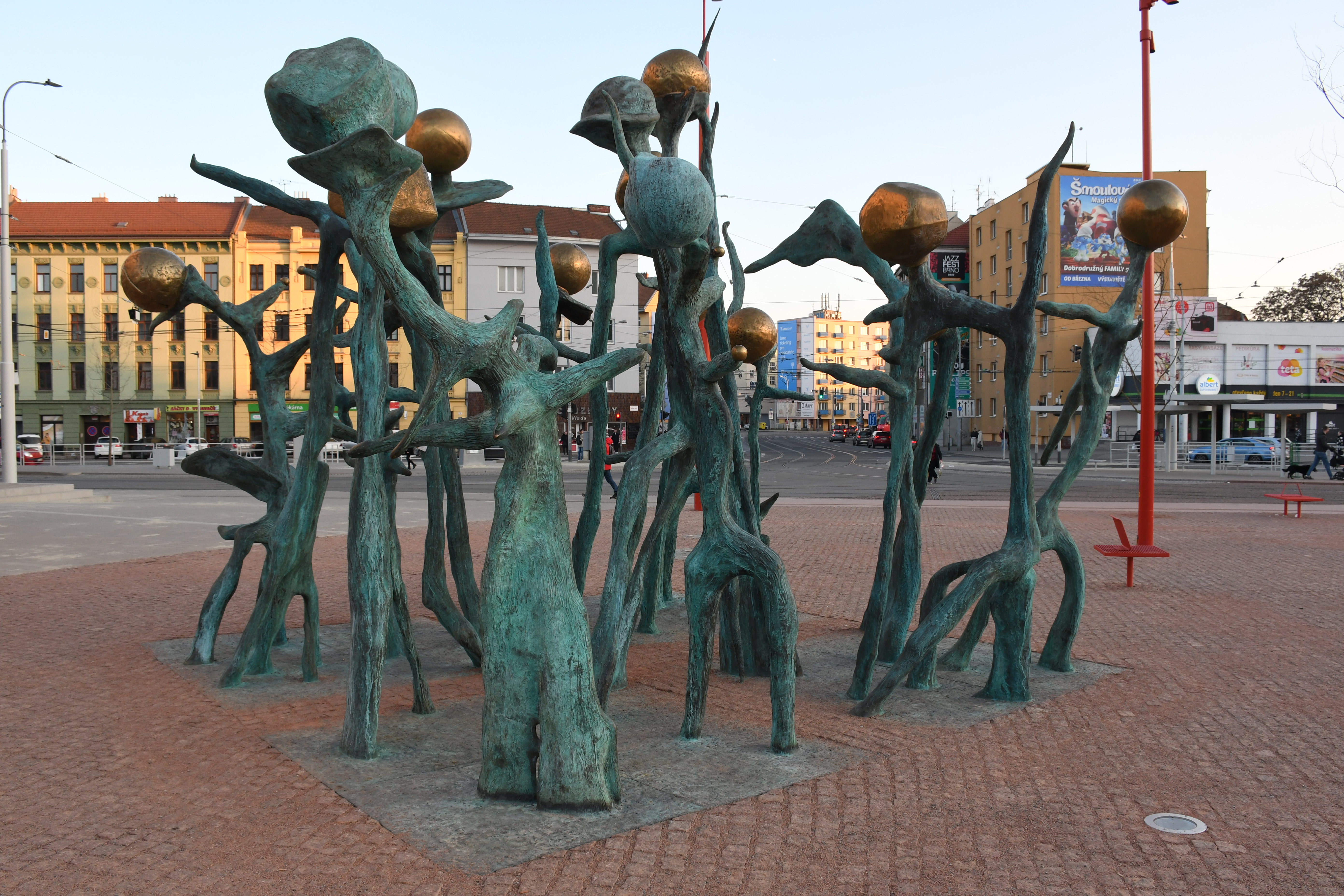
Plastika Hrachovina v Brně na Mendlově náměstí